# Taliesin (Atelier)

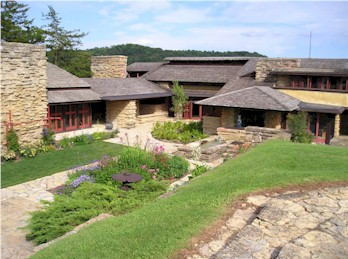
Blick von der Spitze des Hügels auf die Atelierräume (links) und den Wohnflügel (rechts)

Taliesin bei Spring Green im US-Bundesstaat Wisconsin ist der Sommersitz des amerikanischen Architekten Frank Lloyd Wright. Wright baute Taliesin im Jahre 1911, nachdem er 1909 seine erste Ehefrau, Catherine Tobin, und seinen alten Wohnsitz in Oak Park (Illinois) verlassen hatte. Der Grund für die Trennung war eine Affäre mit Mamah Borthwick Cheney, der Frau von Edwin Cheney, für den er ein Haus gebaut hatte.
1937 baute Wright ein Winterquartier in Scottsdale (Arizona), das sogenannte Taliesin West.

## Standort

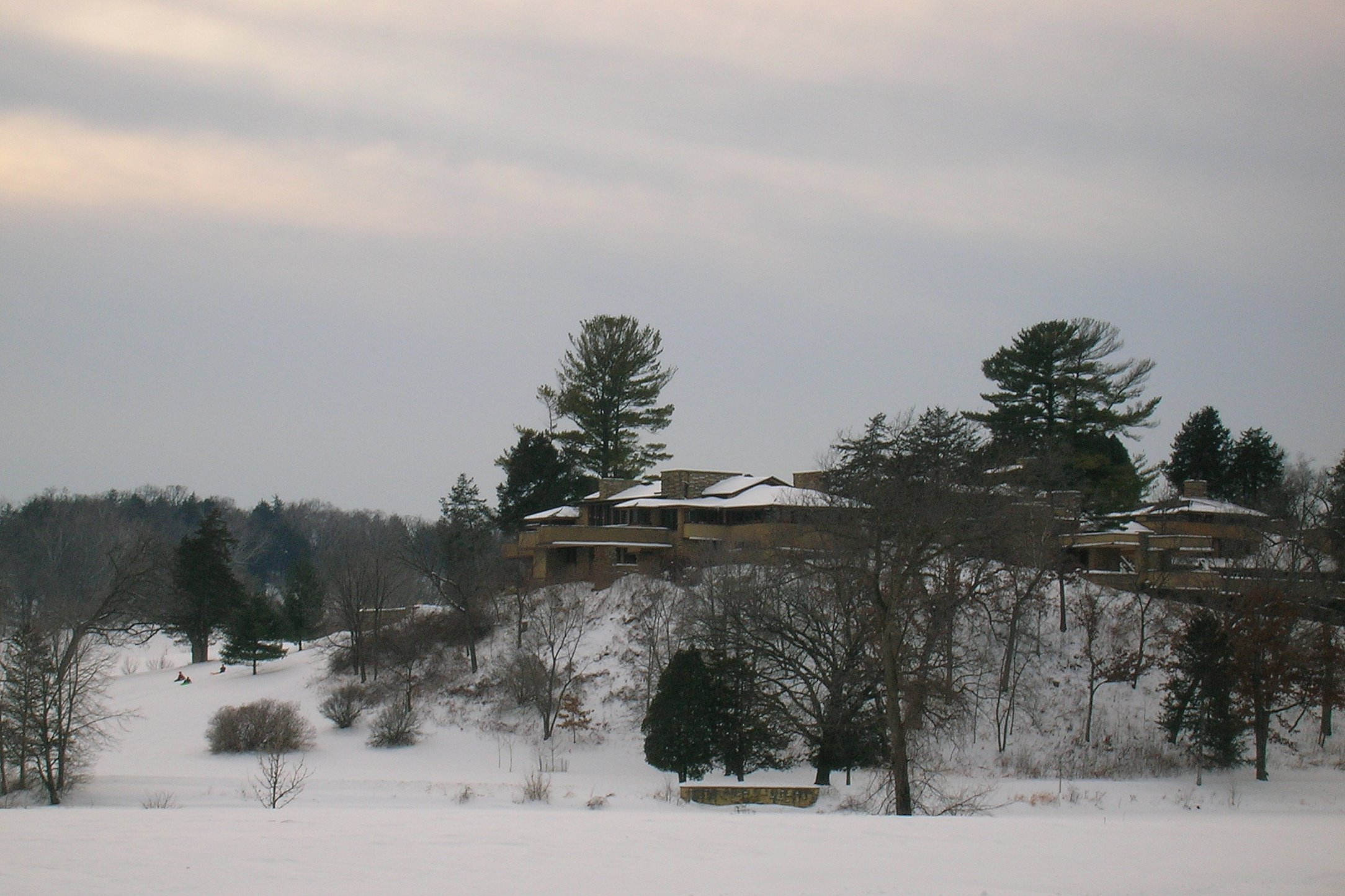
Blick auf das Anwesen

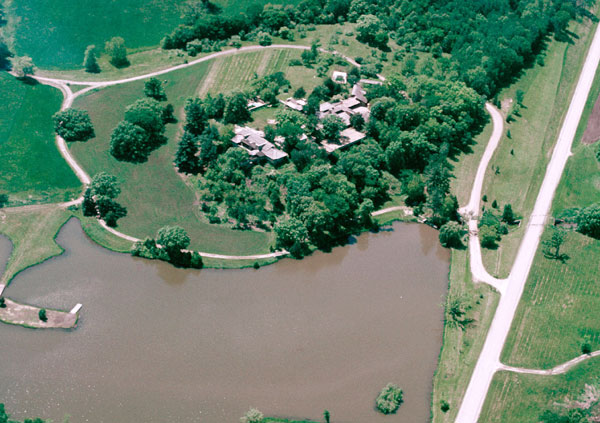
Ansicht aus der Luft

In dem Tal, in dem Wright Taliesin errichtet hat, wohnte schon während des Bürgerkrieges die Familie seiner Mutter, die damals den Familiennamen Lloyd Jones trug. Sie waren aus Wales ausgewandert und hatten sich hier niedergelassen. Der Vater seiner Mutter und dessen Bruder waren freie Protestanten und eröffneten 1887 zusammen mit ihren zwei Schwestern in diesem Tal eine Schule. Seine Mutter Anna Lloyd Jones Wright schickte ihn seit seinem elften Lebensjahr jeden Sommer in dieses Tal. Aufgrund der Achtung, die er seiner Familie, deren Überzeugungen, Glauben und Vorbildern gegenüber hatte, änderte Wright seinen zweiten Namen von Lincoln zu Lloyd.

## Bauphase
Als sich Wright entschied, seinen neuen Wohnsitz in diesem Tal zu bauen, wählte er den Namen Taliesin, was ursprünglich der Name eines walisischen Barden war. Wörtlich bedeutet das walisische Wort „schimmernde Stirn“. Er baute Taliesin auf einen Hügel, den er seit seinen Kindertagen kannte und besonders mochte. Er entwarf ein Haus mit drei Flügeln, in denen der Wohnbereich, das Büro und landwirtschaftliche Nutzräume Platz fanden. Wright nutzte den Bau von Taliesin, um seine Vorstellungen von organischer Architektur umzusetzen. Die Kamine und Pfeiler wurden aus Kalkstein errichtet, der in der Nähe abgebaut wurde. Die Anordnung der Steine in dem Mauerwerk orientierte sich dabei an den Gesteinsformationen, die in der Umgebung anzutreffen sind.
Wright und Mamah Borthwick zogen kurz nach Weihnachten 1911 in Taliesin ein.

## Nutzung
Am 15. August 1914 zündete sein Angestellter Julian Carlton die Wohnräume von Taliesin an und ermordete sieben Menschen mit der Axt. Wright hielt sich an diesem Tag in Chicago auf, um das Midway Gardens-Projekt fertigzustellen. Er hatte den jungen Mann erst wenige Wochen zuvor eingestellt. Zu den ermordeten Personen gehörten seine Geliebte Mamah Cheney, ihre zwei Kinder John und Martha, der Bauleiter Thomas Brunker, der Konstrukteur Emil Brodelle, der Landschaftsgärtner David Lindblom und Ernest Weston, der Sohn des Schreiners William Weston. Zwei Menschen überlebten das Massaker (William Weston und der Konstrukteur Herb Fritz). William Weston half anschließend mit, das Feuer zu löschen, das bereits nahezu den gesamten Wohnbereich des Hauses vernichtet hatte.
Wright restaurierte schließlich den Wohnbereich und nannte ihn Taliesin II. Dieser Wohnbereich wurde jedoch am 22. April 1925 erneut durch einen Brand schwer beschädigt. Wright schreibt in seiner Autobiografie, dass das Feuer neben dem Telefon in seinem Schlafzimmer ausgebrochen war, kurz nachdem das Haus von einem Blitz getroffen wurde. Spezialisten vermuten, dass der Blitzschlag eine Überspannung in der Telefonleitung verursacht haben könnte und so das Feuer entzündete. Wright baute anschließend das Haus wieder auf und nannte es nun Taliesin III.
Wright beschäftigte sich noch sein ganzes Leben mit Taliesin und kaufte schließlich sogar umliegende Grundstücke dazu. Zuletzt war sein Grundbesitz 2,4 km² groß. Über die Jahrzehnte nutzte Wright das Haus als Versuchsmodell, veränderte es ständig mit Hilfe seiner Mitglieder aus der Taliesin-Vereinigung, die 1932 gegründet wurde. Er lud aber auch Künstler zu sich ein und arbeitete mit ihnen. Er förderte und unterrichtete so bekannte Personen wie Santiago Martinez Delgado. 
Zu den Gebäuden, die in Taliesin entwickelt wurden, gehören Fallingwater und das Solomon R. Guggenheim Museum.
Nachdem 1937 das Taliesin West fertiggestellt worden war, wechselten Wright und die Mitglieder der Vereinigung regelmäßig zwischen den beiden Häusern. Dieser Umstand ermöglichte es Wright, sein Zuhause jedes Mal in einer neuen Perspektive zu erleben. Er war der Ansicht, dass Taliesin mit jeder Veränderung besser wurde, aber dennoch ein Gegenstand der ständigen Entwicklung blieb.

## Verbleib
1940 gründete Frank Lloyd Wright zusammen mit seiner dritten Ehefrau Olgivanna (* 27. Dezember 1898; † 1. März 1985) die Frank Lloyd Wright Foundation, in deren Besitz das gesamte Grundstück nach Wrights Tod im Jahre 1959 überging. Ihr gehört auch sein Archiv und sie betreibt die Frank Lloyd Wright School of Architecture.
Für den originalgetreuen Erhalt des Grundstückes und seiner Gebäude sorgt die Taliesin Preservation, Inc., auch eine gemeinnützige Organisation. Das gesamte Grundstück inklusive aller Gebäude wurde im April 1973 als Historic District in das National Register of Historic Places aufgenommen und im Januar 1976 als National Historic Landmark anerkannt. Es ist eine von 43 National Historic Landmarks in Wisconsin.